# Nouvelle-Poméranie-Antérieure

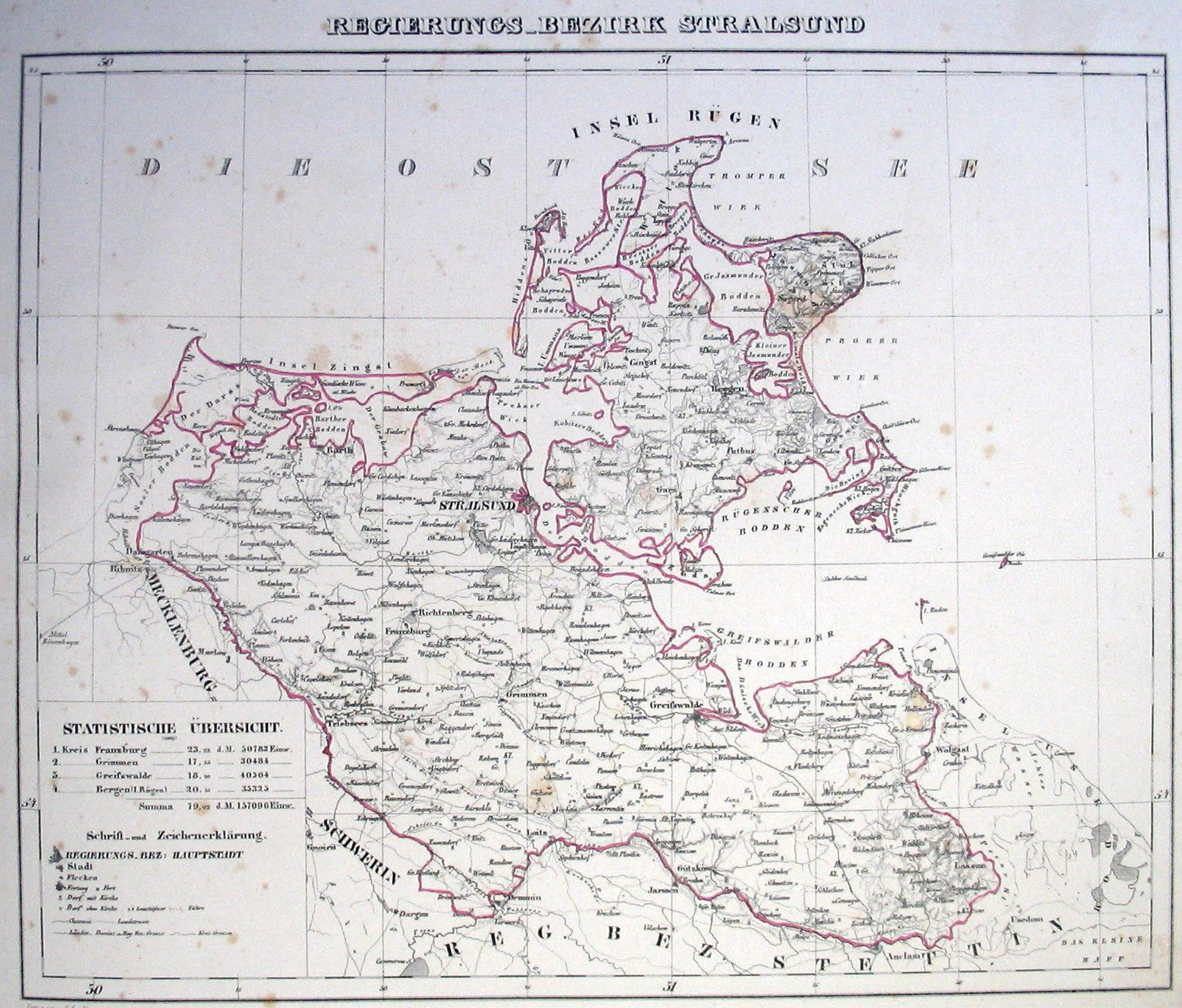
District de Stralsund, identique à la Nouvelle-Poméranie-Antérieure ou à la Nouvelle-Poméranie-Antérieure et à Rügen

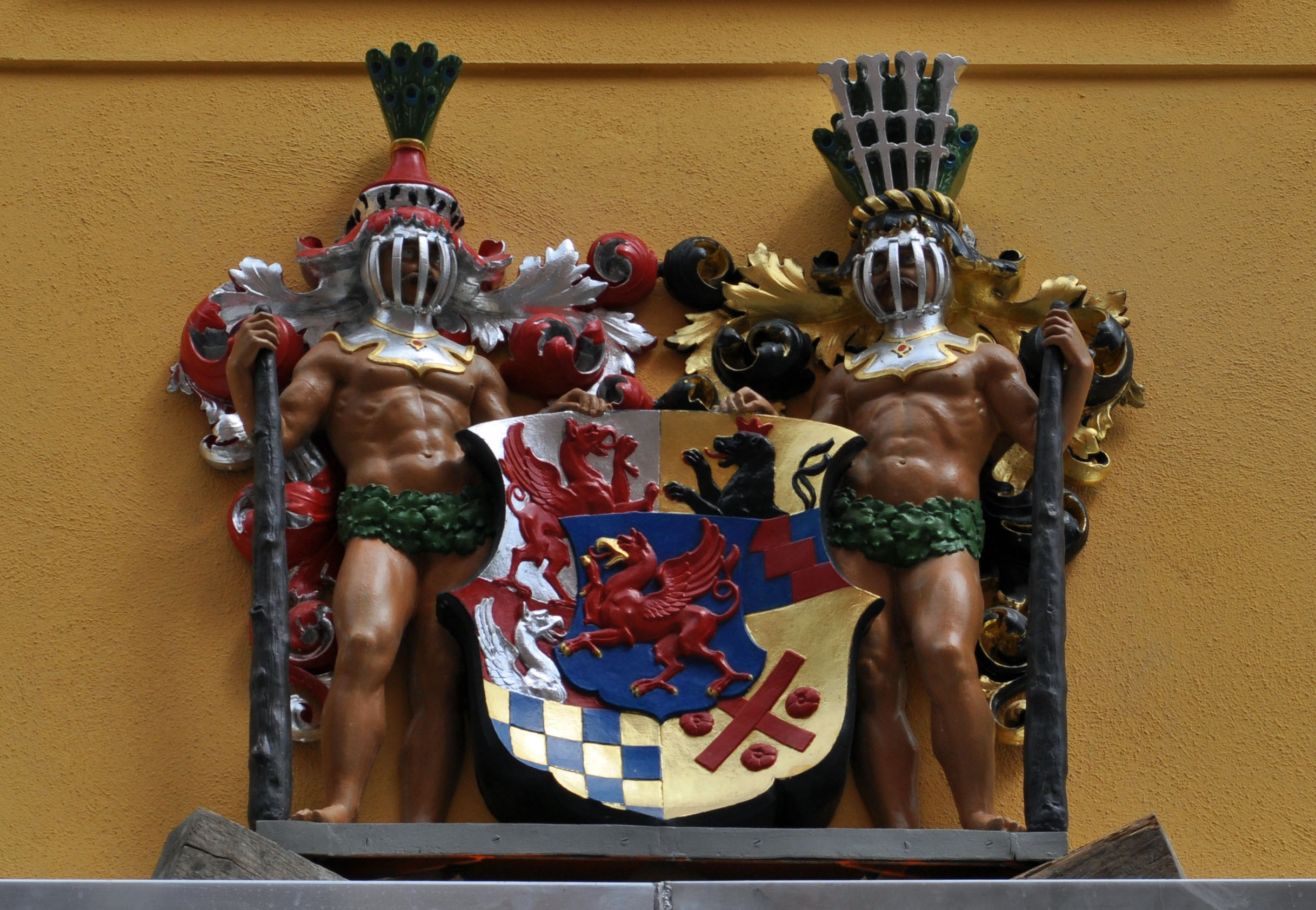
Armoiries des États de Nouvelle-Poméranie-Antérieure et de Rügen au-dessus du portail de la maison des États de Stralsund

La Nouvelle-Poméranie-Antérieure est la partie de la Poméranie-Occidentale qui est rattachée à la Prusse avec le Congrès de Vienne en 1815.
La superficie de la Nouvelle-Poméranie-Antérieure correspond en étendue à l'ancienne Poméranie-Antérieure suédoise telle qu'elle reste après la paix de Stockholm en 1720, et comprend donc la Poméranie-Antérieure au nord de la Peene, y compris l'île de Rügen. En revanche, la partie de la Poméranie-Antérieure cédée à la Prusse par la Suède en 1720 est appelée Ancienne-Poméranie-Antérieure.
La Nouvelle-Poméranie-Antérieure fait partie de la province prussienne de Poméranie et forme le district de Stralsund de 1818 à 1932, mais conserve encore, au moins jusqu'à la réforme juridique de 1849 en Prusse, un statut juridique particulier qui résultait des traités de Vienne de 1815 et que le roi veut absolument respecter. En 1823, un parlement communal de Nouvelle-Poméranie-Antérieure et de Rügen (de) est formé à partir des anciens États de Nouvelle-Poméranie-Antérieure, qui existent jusqu'en 1881. Le parlement provincial de Poméranie (de), également formé en 1823, est élu séparément pour la Nouvelle-Poméranie-Antérieure, l'Ancienne-Poméranie-Antérieure et la Poméranie ultérieure. Avec la perte progressive de cette position particulière, le nom Nouvelle-Poméranie-Antérieure tombe également en désuétude.